# バッチフラワー
バッチフラワー（Bach flower remedies）は、植物の持つ本来のエネルギーをエッセンスという形態で身体に取り込むことにより、気分の改善を図ることができるという思想、およびその商品である。1936年にイギリスの医師エドワード・バッチ(Edward Bach)が提唱した。
医薬品のように身体的な病気や症状に直接作用するものではないという立場であり、病気の治療を目的として使用することは推奨されていない。あくまで人の感情面に作用すると主張されている。思想的にはホメオパシーの流れを汲んでいる。日本では「フラワーエッセンス」という名称で商業展開されている。実質は花を洗面器で浸した水を高度希釈したものを、経口投与と言う形で摂取し、精神の安定を図るものである、と信奉者は主張する。

## 概要
バッチフラワーに用いられる療剤は、一般にレメディー（バッチフラワーレメディー）と称する液体である。植物の花びらに結露、あるいは蒸散した露にはなんらかのエネルギーがあるとされ、この花びらを洗面器に浸し、蒸留水で希釈して製造される。バッチフラワー療法は、38種類の植物および鉱物上の結露を原料とするレメディーを用いる。
ホメオパシーの「療剤」（レメディー）と同様に、高度希釈されているため原成分は残らず、中身はほぼ完全に溶剤のみとなる。チンキ剤は腐りやすいので保存しにくく、ブドウアルコールまたは他のアルコール溶剤（通常、水を加えたブランデーまたはコニャック）を防腐剤として混ぜる。また、酒税が設けられている国では、防腐剤としてビネガーを使用したものを輸入している。
レメディーは単独で使われることもあるが、しばしば複数が調合される。一般に「プラクティショナー」と呼ばれるバッチフラワー治療を専門に行う者が、患者の情緒的あるいは精神的状態に応じて各種レメディーを処方し服用させる。
最も商業的に成功したレメディーは、数種類のレメディーを調合して製造される「レスキューレメディー」である。その成分に特に緊急事態においてストレス、心配、およびパニック発作を緩和する効果が期待されると信奉者によって喧伝されているが、メタ解析によってプラセボ効果以上の実効性はないと報告されている（後述）。

## 効果の信憑性
レメディーは、エドワード・バッチによって創始された原則に基づき、世界中で製造されている。しかし、レメディーは、ホメオパシーの一分派であるため、医療現場からの排除が推奨されている。
レスキューレメディーを始めとするレメディーは動物にも使われており、鎮静効果、問題行動を改善する効果が期待される一方で、各国の研究機関による臨床試験においては、有効な特異点はなんら観察されず、「プラセボ効果以上の有効性は見出されない」と報告されている。
エツァート・エルンスト（Edzard Ernst）は臨床試験の系統的レビューの結果、「レメディがプラセボ効果を超えるという仮説は、支持されていない」としている。
また、アメリカ癌学会は、「注意欠陥障害の臨床試験におけるプラセボ群との有意差は認められなかった」とするイスラエルの研究、「不安障害の臨床試験におけるプラセボ群とフラワーエッセンス群に有意差は無かった」とするドイツの研究を報告。さらにアメリカ食品医薬品局 (FDA) に届け出る必要のないサプリメントとして販売されていること、他の医薬品、食品、ハーブやサプリメントとの相互作用や有害作用を調べる検査がなされていないことも補足。「臨床研究として不完全と見なされる必要がある」と結論づけ、「がん治療の代替医療としてこの種の治療に依存し、従来の医療を避けたり延期したりすると、健康に深刻な影響をもたらす可能性がある」と警告している。
このように科学的な裏付けがないにもかかわらず、特にイギリスではよく普及しており、ドラッグストアで日常的に購入できるほどの市民権を得て根強い愛好者も多い。

## 日本の国内法との兼ね合い
レメディーが効能や効果をもつ医薬品であるとうたわれた場合や、あたかも医薬品であり効能・効果があるという誤認を招く表現とともに販売された場合は、医薬品医療機器等法に違反する可能性が高い。また、プラクティショナーが「治療」、「処方」と称して医療に類似する行為を行った場合、医師法に明確に違反し、処罰の対象となる。